# Richard Murphy
Richard Frederick "Dick" Murphy (født 14. november 1931 i New Jersey, USA, død 8. august 2023) var en amerikansk roer og olympisk guldvinder.

## Rokarriere
Murphy var kadet på United States Naval Academy ved Annapolis og her en del af otteren, som vandt collegemesterskabet og Eastern Sprints samt OL-udtagelsesstævnet i 1952. Ved OL 1952 i Helsinki stillede han og resten af besætningen, Frank Shakespeare, Bill Fields, Jim Dunbar, Bob Detweiler, Henry Proctor, Wayne Frye, Ed Stevens og styrmand Charley Manring, op som store favoritter; amerikanerne havde vundet samtlige de OL-otterkonkurrencer, de havde stillet op i. Der deltog i alt 14 både i konkurrencen, hvor amerikanerne uden problemer vandt deres indledende heat og semifinale. I finalen blev USA i begyndelsen truet af den sovjetiske båd, men amerikanerne holdt dem væk og sejrede med et forspring på fem sekunder ned til Sovjetunionen, der fik sølv, mens Australien fik bronze.
Murphy roede yderligere to år og vandt collegemesterskabet i otteren samt Eastern Sprints yderligere to gange.

## Videre karriere
Han tog sin eksamen fra akademiet og aftjente derpå sin værnepligt, men gik så ud af flåden med en grad af løjtnant.

## OL-medaljer
- 1952:  Guld i otter